# 道の駅ぐりーんふらわー牧場・大胡
道の駅ぐりーんふらわー牧場・大胡（みちのえき ぐりーんふらわーぼくじょう おおご）は、群馬県前橋市にある国道353号の道の駅である。
2019年にソーラエコがネーミングライツを取得し、「ソーラーエコ大胡ぐりーんふらわー牧場」という愛称が与えられている。

## 施設
エリアは大きく東西2つに分かれており、東部にアスレチック遊具、ローラーすべり台、バンガロー、バーベキュー場、レストハウスまきば（売店・軽食）、西部にオランダ型風車、さんぽ道（直売所）といった施設が設置されている。
- 駐車場（約390台）
- トイレ（男9、女6、身体障害者用2）
- 公衆電話
- ぐりーんふらわー牧場・大胡
  - レストハウスまきば
  - オランダ型風車（高さ22m）
  - キャンプ場（バンガロー11棟）
  - バーベキューガーデン(8人掛、4テーブル)
- 花木農産物直売所「さんぽ道」

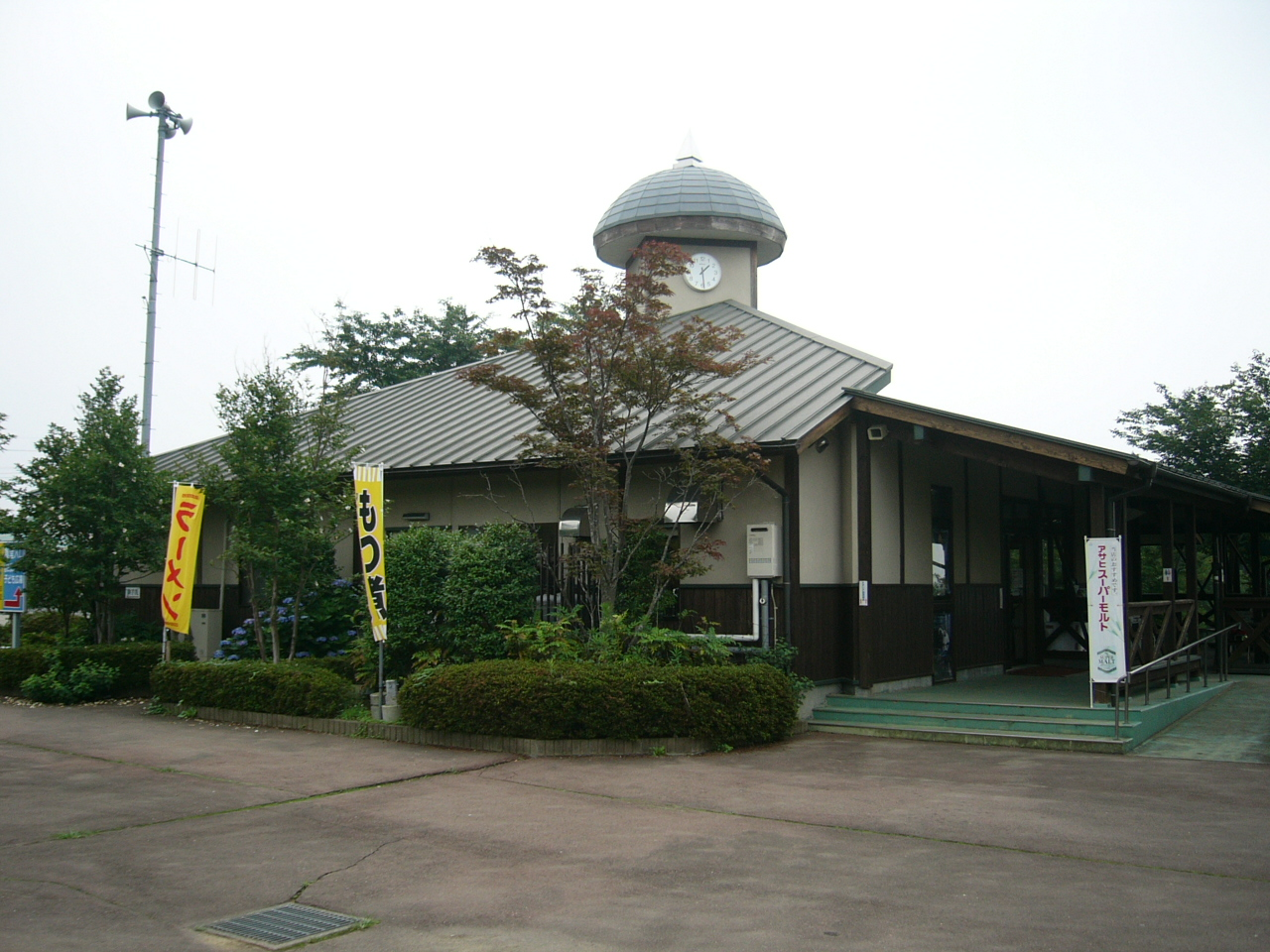
レストハウスまきば
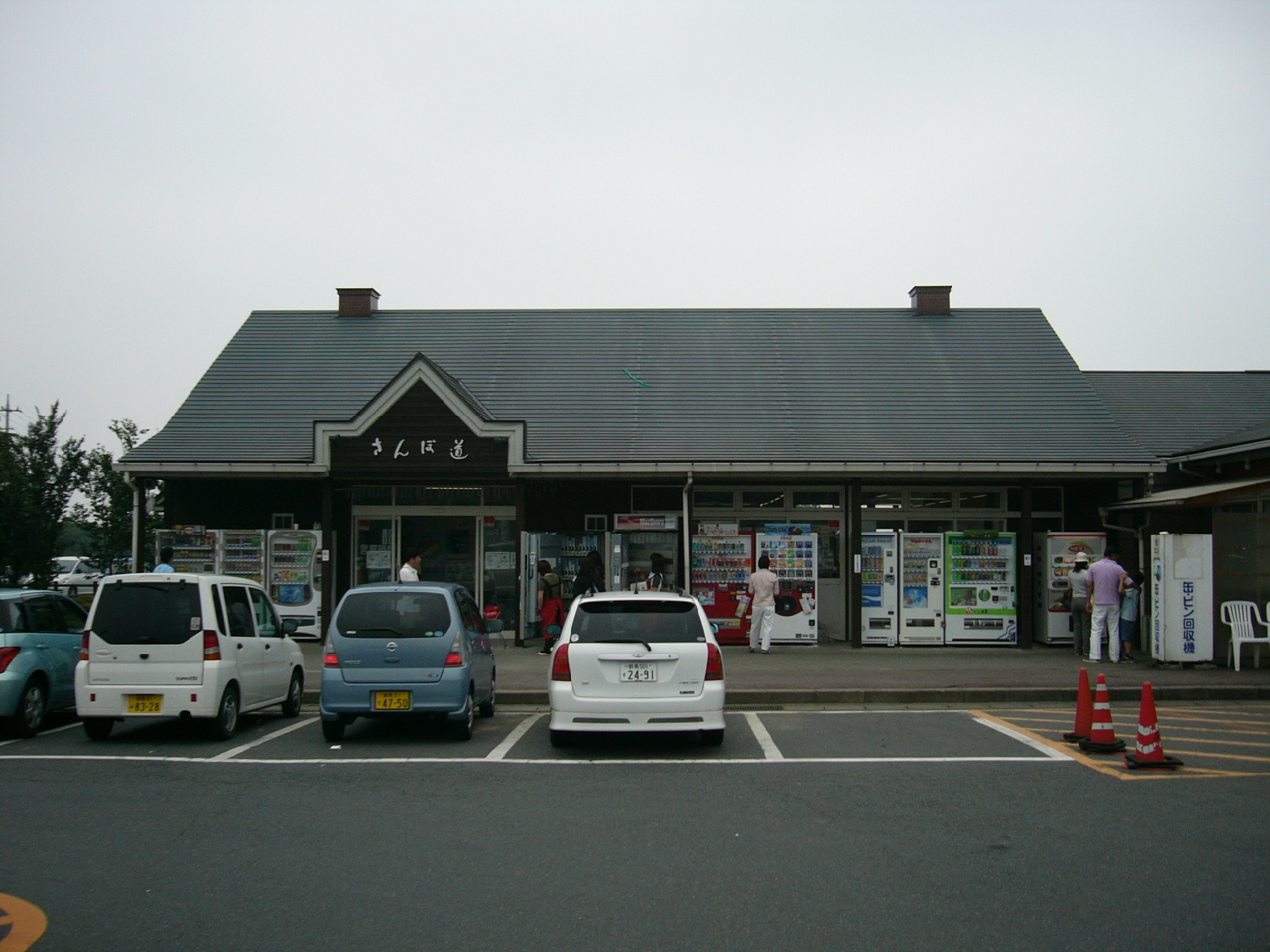
さんぽ道
オランダ型風車
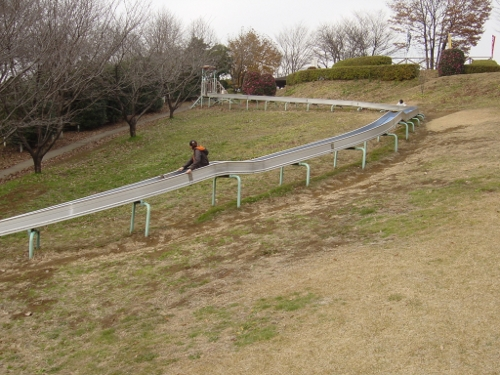
ローラー滑り台
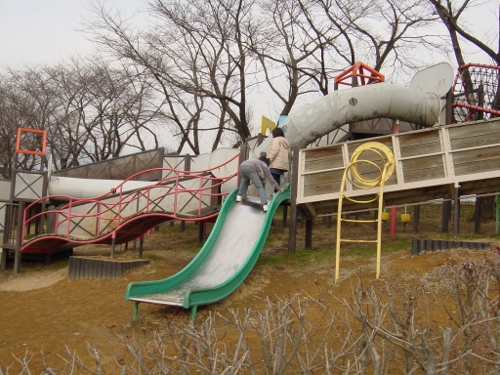
アスレチック遊具

## 道路
- 国道353号

## 周辺

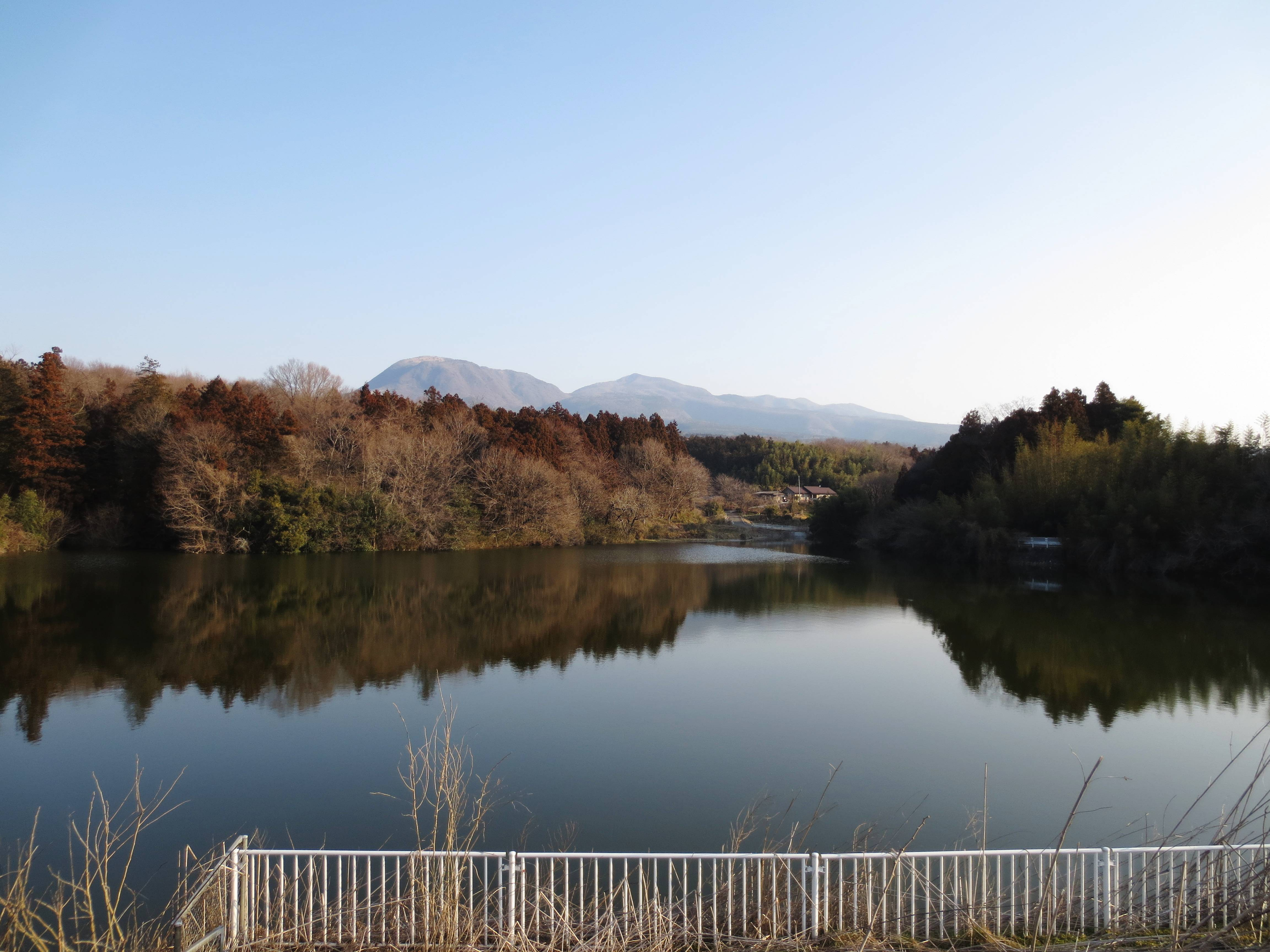
寺沢沼

- 寺沢沼
- 前橋市立滝窪小学校金丸分校
- 赤城山